# Wikstroemia oahuensis
Wikstroemia oahuensis (tên tiếng Anh: ʻĀkia hoặc Oʻahu False Ohelo) là một loài cây bụi có hoa thuộc họ trầm, Thymelaeaceae, là loài đặc hữu của Hawaiʻi.

## Miêu tả
Trong tự nhiên, ʻākia có thể cao tới 5 foot (1,5 m), nhưng khi được trồng nó thường chỉ đạt chiều cao 3 foot (0,91 m) với đường kính thân cây 10 foot (3,0 m). Cành non màu xám, vàng hoặc nâu đỏ. Lá mọc đối, gối nhau, và có màu lục đậm hoặc xám nhạt ở mặt trên và lục nhạt ở mặt dưới. Lá hình trứng tới tròn và thường dài dưới 1 inch (2,5 cm). Loài này ít đồng nhất về hình thái, lá có kích thước lớn và dài tới nhỏ và tròn. Thân không gãy mà chỉ bị tróc vỏ khi bị bẻ cong. Nó ra hoa không cố định quanh năm, nhưng thường khi quả chín thì ra ít hoa hơn. Hoa hình ống màu vàng tới vàng-lục có thể là lưỡng tính hoặc đơn tính (đực hoặc cái), và dài dưới 0,5 inch (1,3 cm). Dạng cây lùn ở đầm lầy từ Kauaʻi đôi khi được coi là một loài riêng biệt, W. palustris.

## Phân bố
Có 12 loài Wikstroemia đặc hữu của quần đảo Hawaii. Wikstroemia oahuensis là một cây khá phổ biến, mọc ở nhiều môi trường khác nhau của quần đảo Kauaʻi, Oʻahu, Molokaʻi, Lānaʻi, và Maui. Nó mọc ở các khu vực nhiều đá, rừng Pandanus tectorius, rừng ẩm thấp hỗn hợp, rừng ẩm nhiệt đới và đầm lầy ở Hawaii ở độ cao 100–1.400 mét (330–4.590 ft).

## Sử dụng

### Chất độc
Người Hawaii bản địa dùng loài này để bắt cá. Một chất độc làm từ ʻākia kết hợp với các cây khác cũng được dùng để hành hình kẻ tội phạm.

### Thuốc
Người Hawaii dùng làm thuốc nhuận tràng và trị hen suyễn, có thể có tính chất chống ung thư.

### Khác
ʻĀkia dùng tạo cảnh quan ở Hawaiʻi. Hạt và hoa được dùng để làm vòng lei.